# دومينيك لونجو
دومينيك لونجو (بالإنجليزية: Dominic Longo)‏ (23 أغسطس 1970 في أستراليا - ) هو لاعب كرة قدم أسترالي في مركز الدفاع، شارك في الألعاب الأولمبية الصيفية 1992. وشارك مع منتخب أستراليا لكرة القدم. أما مع النوادي، فقد لعب مع سيركل بروج وماركوني ستاليونز وسانت جورج ساينتس ‏ وFFA Centre of Excellence ‏ ونادي بلاكتاون سيتي ونيوكاسل بريكرز.

## وصلات خارجية
- دومينيك لونجو على موقع قاعدة بيانات كرة القدم.إي يو (الإنجليزية)
- دومينيك لونجو على موقع ناشيونال فوتبول تيمز (الإنجليزية)
- دومينيك لونجو على موقع أوليمبيديا (الإنجليزية)
- دومينيك لونجو على موقع اللجنة الأولمبية الأسترالية (الإنجليزية)